# Gregory Page
Gregory Page (Londen, 14 april 1963) is een Amerikaans zanger, gitarist, filmmaker en muziekproducent. Gregory Page groeide op in een muzikale familie van musici. 
Zijn grootvader Dave Page was een bekend Uilleann piper in de jaren 30 van de twintigste eeuw. Gregory groeide op met Ierse muziek en verhalen. Daarnaast werd hij ook beïnvloed door de jazz grammofoonplaten (Billie Holiday, Bessie Smith, Sara Vaughn) van zijn moeder. 

## Achtergrond
De groep "The Beat-Chics", waar zijn moeder, Moyra Page (Iers), deel van uitmaakte, stond in het voorprogramma van twee concerten van The Beatles in Spanje in augustus van 1965.   
Zijn vader, Gregory Hovelian, maakte deel uit van de Franse popgroep 'The Martians'.
In september 1976 emigreerde hij naar de Californië in de Verenigde Staten. Na een reeks bijzondere baantjes begon hij serieus zijn eigen muziek op te nemen en te produceren. Naast het feit dat hij aan zijn eigen muziek werkte, heeft Page ook samengewerkt met artiesten als Jason Mraz, John Doe, Jewel, Tim Knol, Tom Brosseau, Steve Poltz, John C. Reilly  en A.J. Croce      
Tegenwoordig woont hij in het zuiden van Californië en toert hij regelmatig door Europa en Australië.  
"The tightrope my music teeters upon is the struggle between tradition & progress, history & fantasy. I am the songbird & the worm."
~ G. Page ~

## Discografie
- A Wild Rose (2018)
- So It Goes (2017)
- Let’s Fall In Love Again (2015)
- One Way Journey Home (2014, V2 Records)
- Shine, Shine, Shine (2012)
- My True Love (2011)
- Once & For All (2010, geproduceerd door Jason Mraz)
- Promise Of A Dream (2010)
- Heartstrings (2010)
- Bird in a Cage (2009)
- All Make Believe (2008)
- God Makes Ghosts
- "Live" in Australia
- Knife in My Chest (2008, geproduceerd door Jason Mraz)
- Daydreaming At Night (2006)
- Under the Rainbow
- Grace in Arms
- Happiness Is Being Lonely (2007)
- Music for Mortals
- Daydreaming A Night (2006)
- Love Made Me Drunk (2006)
- Sleeping Dogs (2005)
- The Reality of Dinosaurs (2004)(EP)
- Grace In Arms (2003)
- Under The Rainbow (2002)
- God Makes Ghosts (2002)
- Unhappy Hour (2001)
- And I Look Up (2001)
- Music For Mortals (2000)
- "Live" From Lestat's (1999)
- "Live" From The Basement in Oz (1999)
- Fare Thee Well (1998, geproduceerd door John Doe)
- The Romantic Adventures Of Harry (1996)
- A Dream To Remember (1995)
- Drawing Down The Moon" (1992)

Samenwerkingen
- The American Folksingers ~ Volume 1 & 2 (Met Tom Brosseau)
- The Hatchet Brothers ~ "Love Hurts" & "Tools Of The Trade"
- The Rugburns ~ "Morning Wood", "Mommy I'm Sorry" & "Taking The World By Donkey""